# Ercole Consalvi
Ercole Consalvi [ˈerkole kon'salvi] (Roma, 8 de juny de 1757 - Anzio, 24 de gener de 1824) fou un eclesiàstic i cardenal italià, dos cops secretari d'estat de la Santa Seu, considerat per la historiografia com un dels personatges cabdals no només de la història de l'Església, sinó de la diplomàcia moderna.
Era el segon fill de Mario Giuseppe Consalvi, marquès de Castel d'Arunta in Toscanella, i de la seva muller la comtessa Claudia Carandini, de Mòdena. El seu avi patern, un riquíssim comerciant de Pisa anomenat Gregorio Bonacci, havia heretat les immenses possessions del marquès romà Ercole Consalvi, amb l'obligació d'adoptar-ne el cognom i el títol. El seu net fou batejat amb el mateix nom. Per part de mare era nebot de Filippo Carandini, cardenal diaca de S. Maria in Portico Campitelli (1787), i cosí d'Antonio Maria Frosini, cardenal diaca de S. Maria in Cosmedin (1823).
Va fer els primers estudis a l'Escola Pia d'Urbino i als catorze anys ingressà al seminari de Frascati sota la supervisió directa del cardenal bisbe d'aquesta seu suburbicària, Henry Stuart, el jacobita duc de York. Després de rebre els ordes menors (1776), ingressà a l'Acadèmia de Nobles Eclesiàstics, on romandria fins al 1782 per cursar-hi estudis d'història de l'Església i de jurisprudència. El 1789 es doctorà en dret civil i canònic a la universitat La Sapienza, de Roma.
El 1784 havia entrat a la cúria romana, on durant els catorze anys següents aniria bastint una brillant carrera com a assistent privat del papa, oficial de diversos dicasteris, prelat del Tribunal de la Signatura Apostòlica i auditor del Tribunal de la Rota Romana. El 1796 fou nomenat assessor de la milícia per a la prevenció d'activitats revolucionàries. Aquells anys es guanyà el malnom de Monsignor Ubique (monsenyor a tot arreu) a causa del seu gust per viatjar i per relacionar-se amb personalitats importants.
Quan el 1798 l'exèrcit de la França revolucionària envaí els Estats Pontificis, hom l'involucrà en l'assassinat del general Mathurin-Léonard Duphot, assistent de l'ambaixador francès Joseph Bonaparte. Consalvi fou empresonat al Castel Sant'Angelo, declarat "enemic de la República Romana" i condemnat a la deportació a la Guaiana Francesa i a la confiscació de tots els seus béns. Al final se li permeté marxar cap al Regne de Nàpols i des d'allí a Venècia, després d'haver intentat debades de romandre amb el papa Pius VI, aleshores reclòs en una cartoixa prop de Florència.
Aquest papa morí a l'exili de Valença del Delfinat l'agost de 1799. Roma i bona part de la península italiana continuava ocupada pels francesos, i pertocà a Consalvi, que també tenia el càrrec de secretari del conclave, de reunir un nombre significatiu de cardenals (foren trenta-quatre dels quaranta-cinc existents aleshores) per a procedir a l'elecció del nou pontífex. Finalment aconseguí que el conclave s'iniciés a Venècia el 1r de desembre següent, però es perllongà més de tres mesos a causa de les ingerències de les monarquies catòliques que exercien el dret de veto de determinats candidats. Les gestions de Consalvi aconseguiren que hi hagués un candidat de consens, sense l'oposició directa de cap estat, que fou el cardenal benedictí Barnaba Chiaramonti, bisbe d'Imola, elegit papa el 14 de març de 1800 amb el nom de Pius VII. Aquest l'endemà mateix de la seva elecció nomenà Consalvi secretari d'estat, alhora que delegava en ell la majoria dels poders civils dels Estats Pontificis. En el consistori del 15 d'agost següent el creà cardenal diaca de Sant'Agata alla Suburra, però ell no hi era present. Efectivament, des de juny de 1800 fins a primers de juliol de 1801 romangué a París participant activament en les negociacions del concordat entre la Santa Seu i la Primera República Francesa. Un cop retornat a Roma, Consalvi hagué de negociar amb la majoria dels cardenals de cúria i amb els ambaixadors de les potències catòliques la pertinença de ratificar aquest concordat, cosa que finalment s'esdevingué el 15 d'agost de 1801. A finals d'aquell any Pius VII li afegí a la secretaria d'estat el càrrec de bibliotecari de la Santa Església Romana, que Consalvi ostentaria fins al 1806, i el de prefecte del Tribunal de la Signatura Apostòlica, que retindria fins al 1817.
El 20 i 21 de desembre de 1801 fou ordenat sotsdiaca i diaca, respectivament, els màxims graus que assoliria dins del sagrament de l'Orde, puix que Consalvi mai no seria ordenat sacerdot i encara menys consagrat bisbe.
Pius VII delegà en ell la majoria del poder polític i dels Estats Pontificis. En el terreny intern, va crear quatre comissions de cardenals per a la reforma de l'administració, que per primera vegada donava accés a personalitats no eclesiàstiques, encara que els càrrecs més importants fossin confiats a membres de l'aristocràcia. Va liberalitzar el comerç de molts productes i va eliminar el monopoli estatal del blat (l'anomenada annona) que fins aleshores taxava el preu per a productors i consumidors. Va endegar una profunda reforma del sistema fiscal, substituint trenta-cinc taxes que s'havien anat creat al llarg dels segles per un únic impost personal, la dativa. En el terreny de les obres públiques, va fer canalitzar el riu Tíber en el seu pas per Roma, tenint cura que fossin preservades totes les antiguitats que anaven apareixent durant les obres.
L'any 1804 Napoleó començà a plantejar al papa que el coronés emperador, i Consalvi el convencé de fer-ho. A tal fi Pius VII es traslladà a París on romangué els anys quatre mesos de 1805 i 1806, període durant el qual Consalvi exercí tots els poders de l'Església. Tanmateix, i malgrat l'optimisme del papa pel que feia a les relacions amb França, Napoleó d'una banda començà a actuar al marge del concordat de 1801, i de l'altra imposà als Estats Pontificis la participació en el Bloqueig Continental contra el Regne Unit, cosa que Consalvi no acceptà. Aleshores Pius VII, comminat pel cardenal Joseph Fesch, oncle de l'emperador, fou forçat a destituir-lo com a secretari d'estat (17 de juny de 1806) i a confiar-li funcions de poca importància dins la cúria romana.
El 2 de febrer de 1808 Napoleó envaí els Estats Pontificis i el 17 de maig de l'any següent els declarà annexats a l'Imperi Francès. Pius VII pronuncià l'excomunió contra l'emperador, però fou detingut i conduït successivament a Florència, a Alessandria, a Grenoble i finalment a Savona. Consalvi és obligat a traslladar-se a París; se li ofereix una pensió que refusa immediatament, com havia fet el mateix papa, perquè no consent que se'l consideri un mantingut de l'estat francès.
L'any 1810 Consalvi i altres dotze cardenals, entre els quals el mallorquí Antoni Despuig, són convocats per l'emperador per tal que assisteixin a les seves noces amb Maria Lluïsa d'Àustria. Atès que el papa no havia acceptat l'anul·lació del matrimoni entre Napoleó i Joséphine Beauharnais, tots ells s'hi neguen (al final l'oncle Joseph Fesch celebrarà les noces, el 2 de juliol) i són desposseïts de la respectiva dignitat (se'ls anomenarà els «cardenals negres» perquè no se'ls permet de vestit la porpra tradicional) i se'ls exilia a diversos llocs. Consalvi és tramès a Reims, on comença a escriure les seves memòries. El 1813 és alliberat i se li permet d'anar a residir amb Pius VII, que mentrestant havia estat traslladat a Fontainebleau en qualitat de presoner d'estat.
Napoleó abdica el 14 d'abril de 1814 i immediatament el papa i Consalvi tornen a Roma, on aquest és restablert en la secretaria d'estat. Des d'aquell moment i atesa la confusa situació a tot Europa a causa del desgavell napoleònic, l'activitat de Consalvi serà essencialment diplomàtica. Primer es trasllada a Sant Petersburg per entrevistar-se amb el tsar Alexandre I de Rússia, després a Londres per trobar-se amb el Príncep Regent i finalment a Viena, on presidirà la delegació pontifícia del Congrés entre novembre de 1814 i juny de 1815. Al Congrés de Viena es consagrarà com un dels diplomàtics més fins de tot el continent, a l'alçada d'un Talleyrand o d'un Metternich. El representant britànic Lord Castlereagh dirà que Consalvi és «el mestre de tots». Al Congrés de Viena aconseguirà que la Santa Seu recuperi tots els territoris d'abans de la Revolució, llevat de la ciutat d'Avinyó i del Comtat Venaissí que passaran a França, de fet tal com ja preveia el concordat de 1801.
Els anys successius Consalvi negociarà i signarà en nom de la Santa Seu sengles concordats amb el regne de Baviera, el regne de França i el regne de Sardenya (1817), el regne de Prússia (1821), el regne de Hannover, l'Imperi Rus, el regne d'Espanya, el regne de Württemberg i el Cantó de Ginebra (1823). El 1817 havia canviat la seva diaconia cardenalícia per la de S. Maria ad Martyres (Panteó).
Pius VII morí el 20 d'agost de 1823, i tal com era i és preceptiu Ercole Consalvi cessà en la secretaria d'estat. El nou papa Lleó XII el nomenà prefecte de la Congregació del Sant Ofici, però Consalvi el pogué exercir aquest càrrec durant pocs mesos, puix que morí aviat a causa d'unes febres. Les seves despulles, envoltades de seixanta-sis ciris, tants com anys tenia, foren vetllades al Palazzo Farnese durant una setmana.
Fou sepultat a la capella del Sant Crist de l'església romana de San Marcello al Corso. El seu cor és a l'església del Panteó de Roma, de la diaconia del qual va ser cardenal titular.